# Delias bakeri
Delias bakeri é uma borboleta da família Pieridae. Foi descrita por George Hamilton Kenrick em 1909. É encontrada na Nova Guiné (Montanhas Arfak).
A envergadura é de cerca de 47-50 milímetros.